# Радіообсерваторія Маунт-Плезент
Радіообсерваторія Маунт-Плезент (англ. Mount Pleasant Radio Observatory) — радіоастрономічна обсерваторія в Австралії, розташована на острові Тасманія в 20 км на схід від Гобарта й підпорядкована Університету Тасманії. Тут знаходяться три радіоастрономічні антени та музей Ґроута Ребера.

## Обладнання

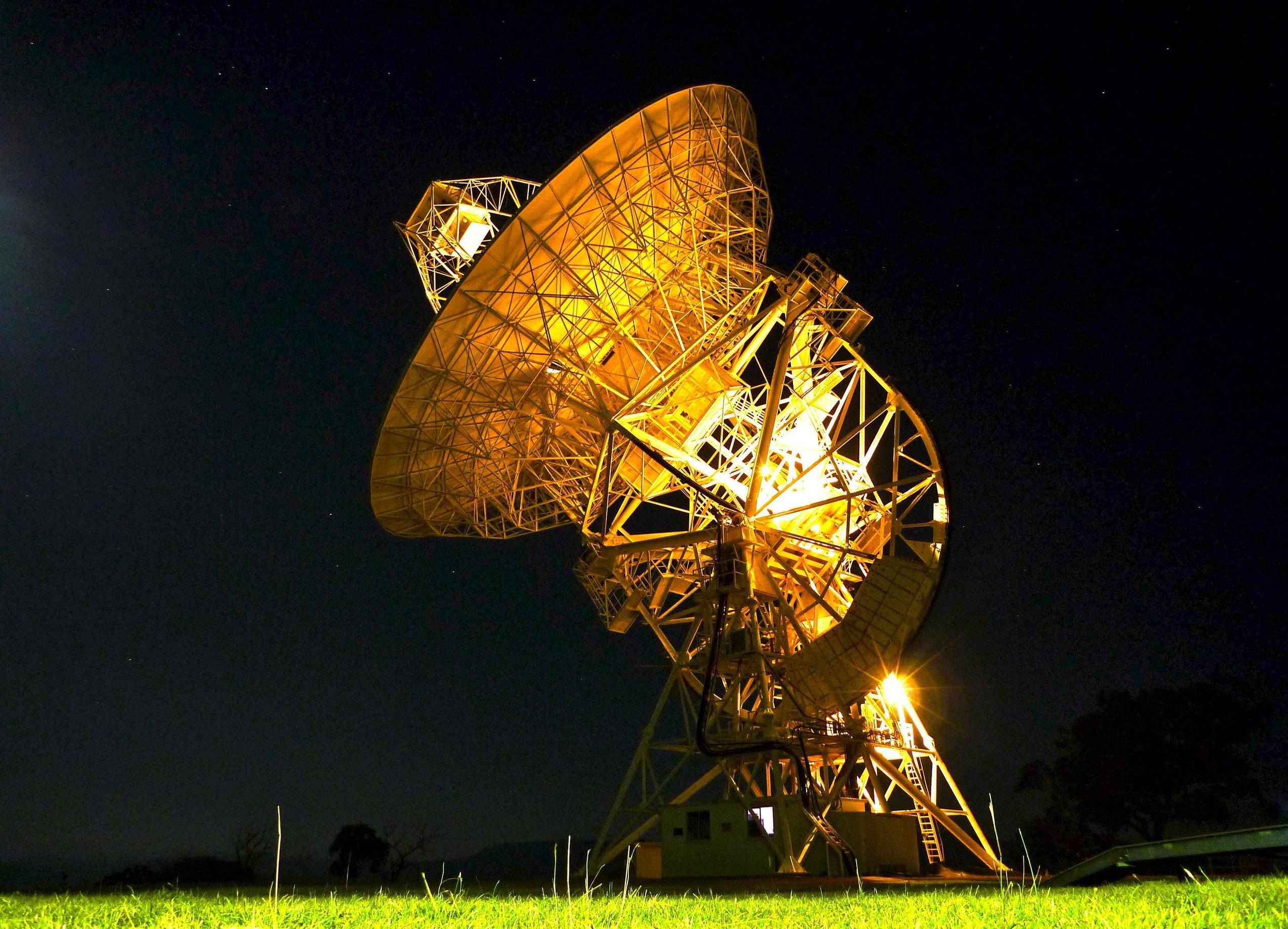
26-метрова антена вночі

Обсерваторія має два активних радіотелескопи: 26-метрову антену Маунт-Плезент і 12-метрову РНДБ-антену AuScope. Обсерваторія пов'язана з кампусом Університету Тасманії в Гобарті 25-кілометровим оптоволоконним кабелем, прокладеним у 2007 році.
14-метровий телескоп Вітрил (Vela telescope) був побудований у 1981 році як спеціальний інструмент для спостереження Пульсара Вітрил і виведений з експлуатації з 2006 року та перебуває в процесі реконструкції. Раніше телескоп стежив за пульсаром 18 годин на добу, майже неперервно протягом понад 20 років.
26-метрова радіоантена надійшла зі станції далекого зв'язку Оррорал-Веллі, де її використовували у Мережі відстеження та збору даних космічних апаратів, а потім для підтримки місій екіпажу НАСА. 26-метровий телескоп використовується в австралійській мережі радіоінтерферометрії з наддовгою базою.

## Інші телескопи
Університет Тасманії також використовує три інші радіоастрономічні антени: 30-метровий у радіообсерваторії Седуна і два додаткові 12-метрових телескопи AuScope у Кетріні (Північна Каролина) і Ярагаді (Вашингтон).
Університет також володіє та керує оптичною обсерваторією Грінгіл. Раніше він керував нині закритою обсерваторією Канопус-Гілл.

## Музей Ґроута Ребера
На території обсерваторії знаходиться музей, присвячений життю та творчості Ґроута Ребера. Він містить частину його праху та сучасний стереокінотеатр. Експозиція також демонструє провідну роль, яку Тасманія відіграє в радіофізиці. Музей приймає близько 5000 відвідувачів на рік і щороку проводить кілька Днів відкритих дверей. Студенти Університету Тасманії під час навчання виступають екскурсоводами музею.